# Kaluǵerec
Kaluǵerec (en macédonien Калуѓерец) est un village de l'ouest de la Macédoine du Nord, situé dans la commune de Makedonski Brod. Le village comptait 47 habitants en 2002.

## Démographie
Lors du recensement de 2002, le village comptait :
- Macédoniens : 46
- Autres : 1